# مقبرة مأمن الله

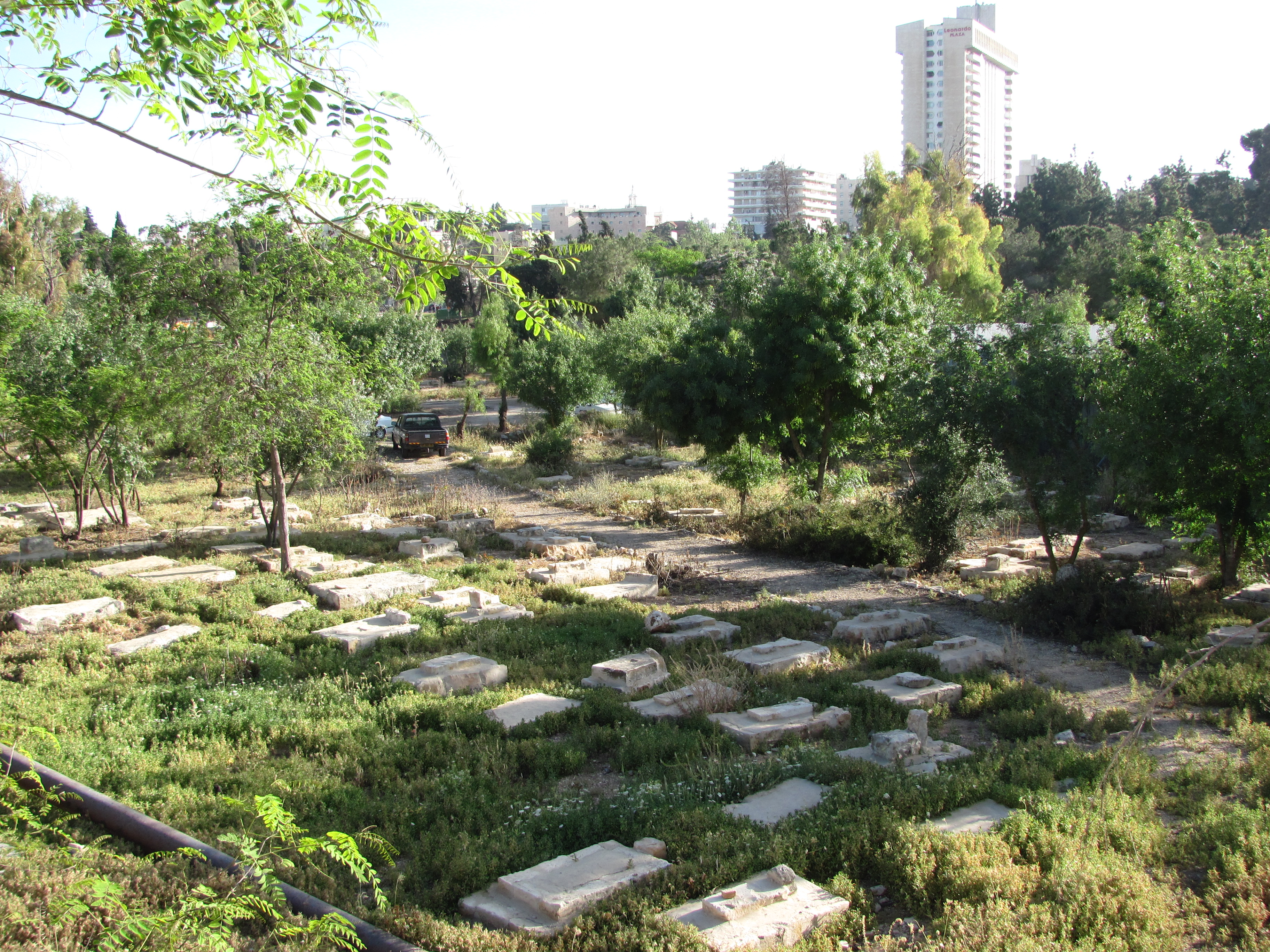
مشهد من مقبرة مأمن الله عام 2014م.

مقبرة مأمن الله هي مقبرة إسلامية عريقة تقع في مدينة القدس، وتحديدًا غرب البلدة القديمة، وتبعد حوالي كيلومترين عن باب الخليل. تعتبر مقبرة مأمن الله من أشهر وأكبر المقابر الإسلامية في فلسطين وتقدر مساحتها بـ 200 دونم. تضم المقبرة رفات وأضرحة أعلام وصحابة وشهداء وتابعين مسلمين كثيرين، حيث دفنوا فيها منذ الفتح الإسلامي للقدس عام 636م.
منذ احتلال القدس عام 1948م خضعت المقبرة للعديد من المخططات الإسرائيلية لطمس معالمها وتحويلها إلى مشاريعٍ عدة، وقد نُفذ عددٌ منها، فقد حُوّل جزء كبير من المقبرة إلى حديقة عامة؛ يُقام فيها المهرجانات والاحتفالات اليهودية، وقد شقت الطرق فيها. وفي الآونة الأخيرة بدأ العمل لإقامة العديد من المشاريع؛ منها إقامة «متحف التسامح» فوق مساحة قدرها 25 دونمًا؛ حيث تم جرف جزء كبير من المقبرة ونبش قبورها.
تقوم الحكومة الإسرائيلية بشكلٍ تدريجي بتنفيذ هذه المشاريع التي تشكل جزءًا من تهويد مدينة القدس وذلك لإخفاء معالمها الإسلامية العريقة.

## التسمية
مقبرة مأمن الله وقد عُرفت تاريخيًا بالعديد من الأسماء منها: املا، باب الله، باب الملة، باملا، بيت مامل وغيرها. تُعرف المقبرة بماميلا منذ العصر المملوكي وطيلة العصر العثماني وحتى اليوم.
تُشير إليها بعض المصادر باسم مقبرة ماملا، حيث توضح أنَّ «اسمها منحوتٌ من: (مأمن الله)، وتقع ظاهر القدس من جهة الغرب، وهي أكبر مقابر البلد، وفيها كثير من الأعيان، والعلماء، والصالحين، والشهداء».

## التاريخ
أُنشأت مقبرة مأمن الله في مطلع القرن السابع الميلادي في عهد الخليفة عمر بن الخطاب خلال الفتح الإسلامي لبلاد الشام، وعندما زار الخليفة عمر القدس ليستلم مفاتيحها؛ أمر ببناء هذه المقبرة، وأول من دفن فيها هو أحد مرافقيه في رحلته.

### العهد العثماني والبريطاني

مقبرة مأمن الله عام 1854م. يظهر في اليسار بركة مأمن الله، وفي الخلفية الأسوار الغربيّة لبلدة القدس القديمة.

في أواخر العهد العثماني عام 1900م أحيطت المقبرة بسور. في عام 1927م أصدر المجلس الإسلامي الأعلى حظرًا على دفن الموتى فيها بسبب اكتظاظها واقتراب العمران إليها، إلا أن عملية الدفن استمرت حتى عام 1948م. في عهد الانتداب البريطاني قام المجلس الإسلامي الأعلى بترميمات متكررة لسور المقبرة وغيرها من الترميمات. في بداية سنوات الثلاثين عام 1933م وُضع مخطط بريطاني أن يقتطع جزءًا من المقبرة للبناء السكني وآخر للبناء التجاري وثالث يكون حديقة عامة، إلا أن هذا المخطط بدأ تنفيذه في أواخر سنوات الستين وما بعدها.
في نيسان 1947م استولى الجيش البريطاني على المقبرة وهدم أجزاء من سورها.

### النكبة ودولة إسرائيل

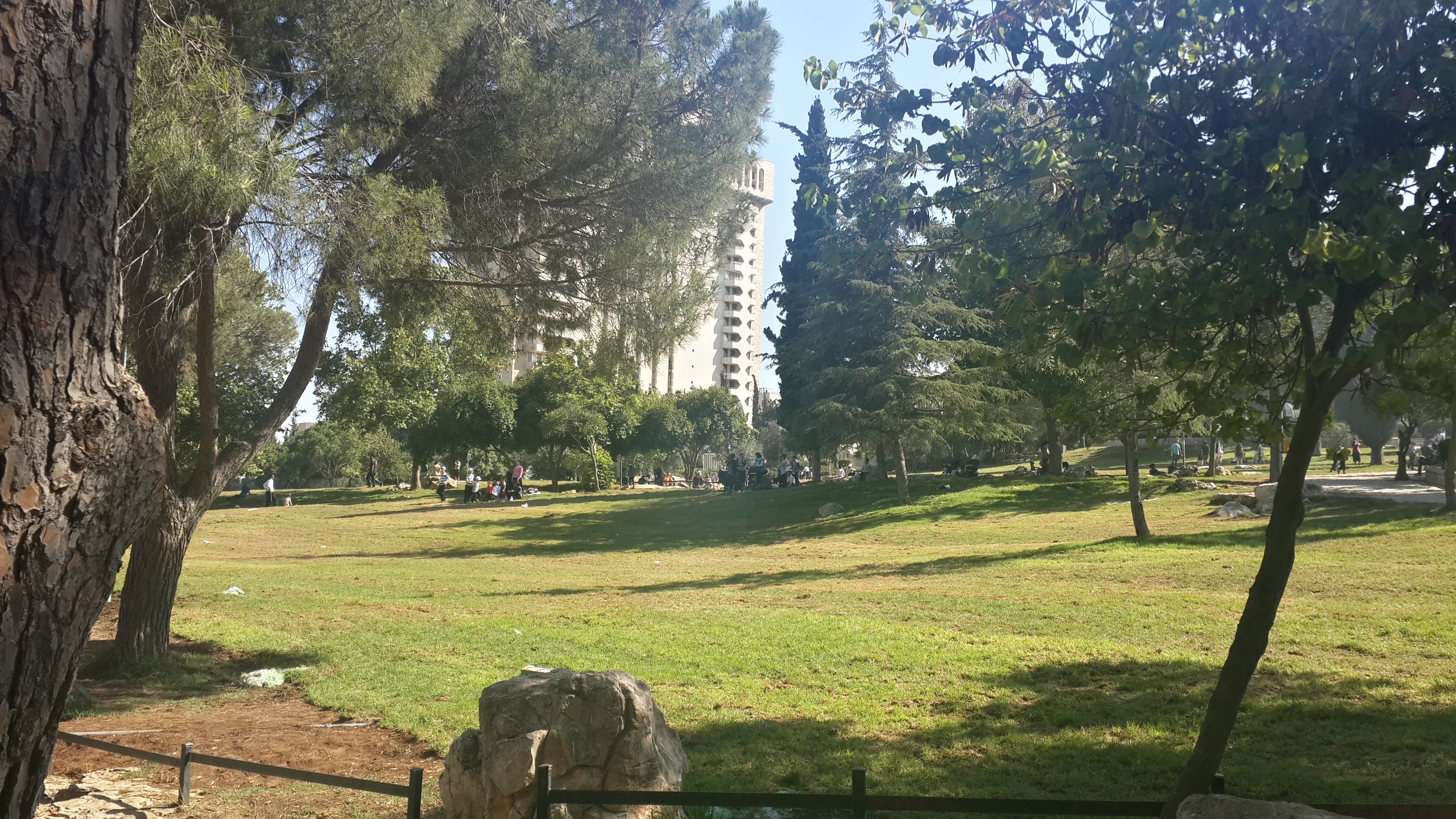
حديقة الاستقلال عام 2013م المقامة فوق أراضي المقبرة.

في عام 1948م احتلت القوات الإسرائيلية الجزء الغربي من القدس، فسقطت من ضمنها مقبرة «مأمن الله». وأقرت إسرائيل قانونًا بموجبه يعتبر جميع الأراضي الوقفية الإسلامية وما فيها من مقابر وأضرحة ومقامات ومساجد بعد الحرب بأراضي تدعى أملاك الغائبين، وبذلك دخلت مقبرة «مأمن الله» ضمن أملاك حارس أملاك الغائبين لدى دائرة أراضي إسرائيل.
في عام 1967م حولت الحكومة الإسرائيلية جزءًا كبيرًا من المقبرة إلى حديقة عامة، دعيت بحديقة الاستقلال؛ بعد أن جرفت القبور ونبشت العظام وقامت بزرع الأشجار فيها، وشقت الطرقات في بعض أقسامها، كما بُنيت المباني على قسمٍ آخر.
في أواخر عام 1985م أنشأت وزارة المواصلات موقفًا للسيارات على قسم كبير من أراضي المقبرة. وبين أعوام 1985م و1987م نفذت عمليات جديدة من الحفر لتمديد شبكات مجاري، وتوسيع موقف السيارات؛ فدمرت عشرات القبور وبعثرت عظام الموتى في كل مكان بالرغم من احتجاجات المؤسسات الإسلامية إلا أن البلدية نفذت مخططها وأجرت مشروعها.

## المساحة
تعد مقبرة مأمن الله من أكبر وأوسع مقابر فلسطين حيث بلغت مساحتها منذ إنشائها حوالي 200 دونمًا ولم تتغير مساحتها إلا بعد القرن التاسع عشر الميلادي حيث قدرت مساحتها في 16 نيسان 1929م بحوالي 137 دونمًا ونصف، وعندما سُجلت المقبرة في سجلات دائرة الأراضي (الطابو) في 22 آذار 1938م كانت مساحتها 134 دونمًا ونصف، وقد استصدر بها وثيقة تسجيل أراضي «كوشان طابو» ضمن أراضي الوقف الإسلامي. منذ احتلال القدس عام 1948م وإلى هذا اليوم ما زالت الحكومة الإسرائيلية تقوم بتغيير معالم المقبرة وطمس كل أثر فيها، حتى لم يتبقى أقل من خمسة بالمئة من القبور التي كانت موجودة فيها، وقدرت المساحة المتبقية منها بحوالي ثمن المساحة الأصلية أي حوالي 19 دونمًا.

## المعالم

### بركة مأمن الله

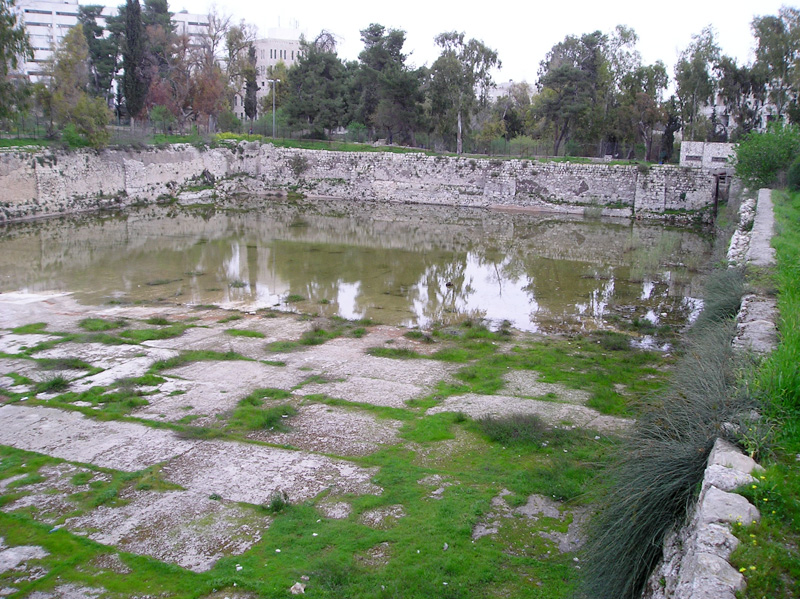
بركة مأمن الله.

تتوسط مقبرة مأمن الله بركة ماء كبيرة؛ كان سكان القدس يشربون منها بواسطة قنوات مُدت إلى داخل أسوار البلدة القديمة. يبلغ ارتفاعها 6 أمتار وطولها 105 مترًا وعرضها 70 مترًا.

### الزوايا الصوفية

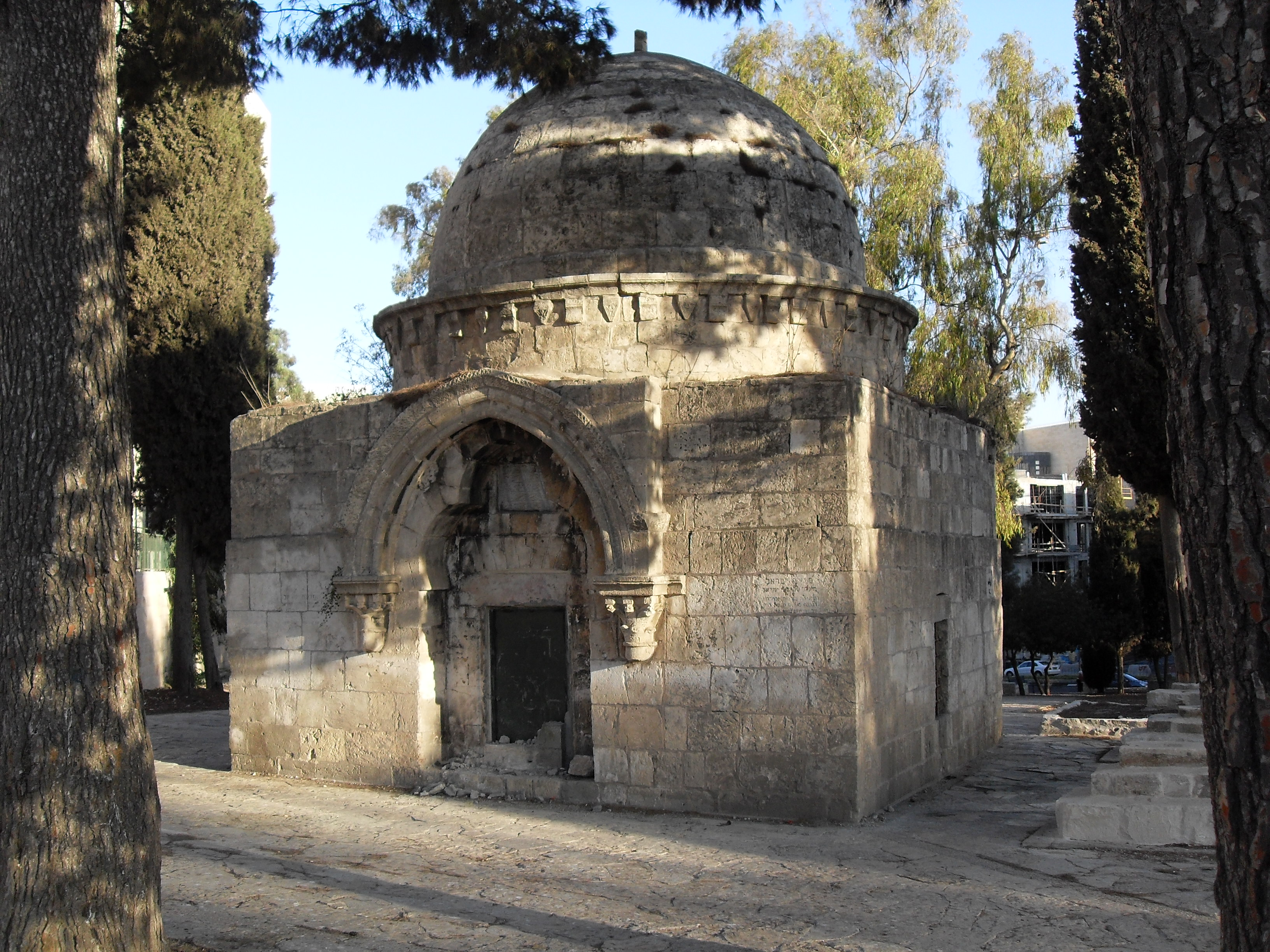
الزاوية الكبكية.

- الزاوية القلندرية: تقع في وسط المقبرة وتُنسب للشيخ إبراهيم القلندري.
- الزاوية الكبكية: تقع على بعد مائة متر من الشمال الشرقي من بركة مأمن الله. وتُنسب للأمير علاء الدين الكبكي.[11]
- البسطامية: تقع في الجهة الشمالية للمقبرة، ودفن فيها أصحاب الطريقة البسطامية، وقد اندثرت معالمها، ولم يبقى منها إلا قبر الشيخ علي العشقي البسطامي.[9]

### مغارة الجماجم
كان في المقبرة مغارة قديمة يعود تاريخها إلى العصور الرومانية الهيرودسية تحوي على نحوتٍ هندسية، وتزيد مساحتها عن الدونم الواحد. أما اليوم فقد ردمت وبُني عليها موقف سيارات.

## من مشاهير المدفونين فيها
- ابن العديم: مؤرخ وأديب، عاش في القرن السابع الهجري، الثالث عشر الميلادي.
- كمال الدين بن أبي شريف: فقيه شافعي، عاش جُل حياته في القرن التاسع الهجري، الخامس عشر الميلادي.
- أحمد أغا العسلي: والي القدس العثماني بين عامي 1838 و1863.